# Bromuro de hidrógeno
El bromuro de hidrógeno es un compuesto inorgánico de fórmula HBr. Es un haluro de hidrógeno compuesto de hidrógeno y bromo. En condiciones normales de presión y temperatura,  es un gas incoloro soluble en agua, alcanzando la saturación con un  68,85% de HBr en peso, a temperatura ambiente. La disolución acuosa formada recibe en nombre común de ácido bromhídrico. Las soluciones acuosas que contienen 47,6 % de HBr en masa forman una mezcla azeotrópica de punto de ebullición constante que hierve a 124,3 grados Celsius (255,7 °F). Al hervir soluciones menos concentradas se libera H2O hasta que se alcanza la composición de la mezcla de ebullición constante.   

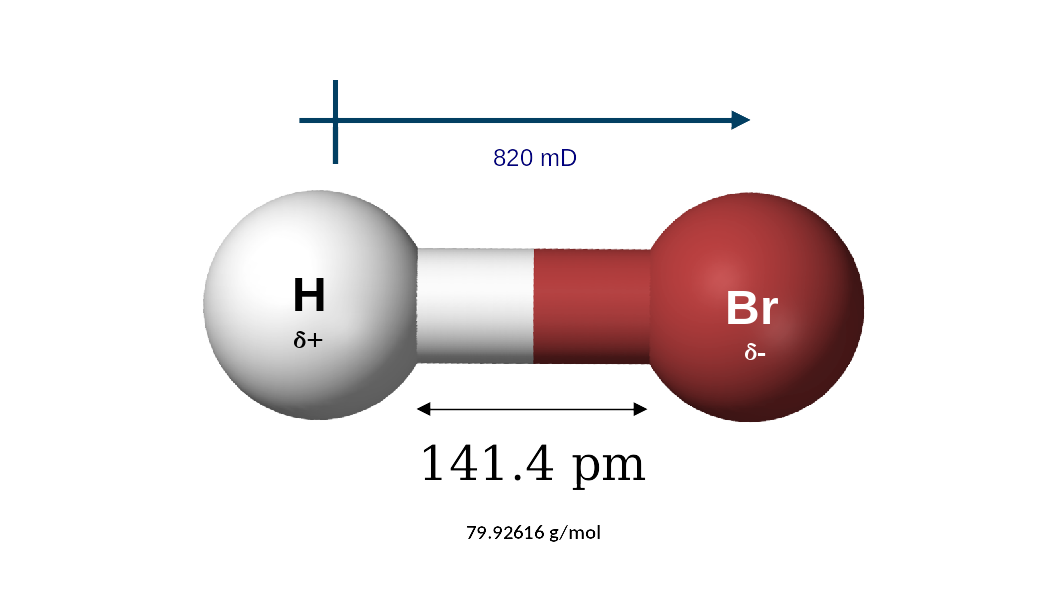
Estructura molecular y momento dipolar del bromuro de hidrógeno (HBr)

## Reacciones
El bromuro de hidrógeno y el ácido bromhídrico son reactivos de uso frecuente en la preparación de compuestos organobromados .  En una reacción de adición electrofílica, el HBr se agrega a los alquenos:
{\displaystyle {\ce {R-CH=CH2 + HBr -> R-CHBr-CH3}}}
Los bromuros de alquilo resultantes son agentes alquilantes útiles, por ejemplo, como precursores de derivados de aminas grasas . Las adiciones de radicales libres relacionadas con el cloruro de alilo y el estireno dan 1-bromo-3-cloropropano y bromuro de feniletilo, respectivamente.
El bromuro de hidrógeno reacciona con diclorometano para dar bromoclorometano, que en exceso de reactivo, continua la reacción produciendo el derivado dibromado (dibromometano):
{\displaystyle {\ce {HBr + CH2Cl2 -> HCl + CH2BrCl}}}
{\displaystyle {\ce {HBr + CH2BrCl -> HCl + CH2Br2}}}
El bromuro de alilo se prepara tratando el alcohol alílico con HBr:
{\displaystyle {\ce {CH2=CH-CH2OH + HBr -> CH2=CH-CH2Br + H2O}}}
El HBr se añade a los alquinos para producir bromoalquenos. La estereoquímica de este tipo de adición suele ser anti:
{\displaystyle {\ce {R-C\equiv CH{+}HBr->R-CBr=CH2}}}
Además, el HBr agrega epóxidos y lactonas, lo que da como resultado la apertura del anillo.
Con trifenilfosfina, HBr reacciona produciendo bromuro de trifenilfosfonio, una "fuente" sólida de HBr. 
{\displaystyle {\ce {P(C6H5)3 + HBr -> [HP(C6H5)3]+Br-}}}

### Química inorgánica
El bromuro de vanadio(III) y el bromuro de molibdeno(IV) se preparan mediante reducción con HBr de los correspondientes cloruros metálicos en un estado de oxidación superior: 
{\displaystyle {\ce {2VCl4 + 8HBr -> 2VBr3 + 8HCl + Br2}}}

## Preparación industrial
El bromuro de hidrógeno (junto con el ácido bromhídrico) se produce por reacción entre hidrógeno y bromo a temperaturas entre 200 y 400 °C. La reacción suele estar catalizada por platino o amianto. 
{\displaystyle {\ce {H2(g) + Br2(g) -> 2HBr(g)}}}

## Síntesis de laboratorio
El HBr se puede preparar mediante reacción y posterior destilación de una solución de bromuro de sodio o bromuro de potasio con ácido fosfórico o ácido sulfúrico:
{\displaystyle {\ce {KBr + H2SO4 -> KHSO4 + HBr}}}
El empleo de ácido sulfúrico concentrado es menos eficaz porque oxida el HBr a bromo:
{\displaystyle {\ce {2HBr + H2SO4 -> Br2 + SO2 + 2H2O}}}
El bromuro de hidrógeno anhidro también se puede obtener a pequeña escala mediante termólisis del bromuro de trifenilfosfonio en xileno por calentamiento a reflujo.
El bromuro de hidrógeno preparado mediante los métodos anteriores puede estar contaminado con  bromo molecular (Br2), que se puede eliminar haciendo pasar el gas a través de una solución de fenol a temperatura ambiente en tetracloruro de carbono u otro disolvente adecuado (lo que produce 2,4,6-tribromofenol y genera más HBr en el proceso) o a través de virutas de cobre o gasa de cobre a alta temperatura.

## Seguridad
El HBr es altamente corrosivo y, si se inhala, puede causar daño pulmonar. 